# The Pirates of Blood River
The Pirates of Blood River is een Britse piratenfilm uit 1962 van John Gilling. Het script is van Jimmy Sangster en de film werd uitgebracht door Hammer Film Productions.

## Verhaal
Jonathan Standing wordt door zijn vader gestuurd naar een uithoek van het Caribisch gebied om een kolonie op te zetten. Als hij eenmaal bezig is komt hij in aanraking met de piraat LaRoche en zijn bende. Deze weet zeker dat Standing de omgeving als zijn broekzak kent, en wil hem gebruiken als gids om op zoek te gaan naar een verborgen schat. Standing weet echter niets van de omgeving en de sfeer tussen de twee wordt dan ook steeds grimmiger. Dan vallen er ook nog eens slachtoffers...

## Rolverdeling
| Acteur           | Personage               | Nota      |
| ---------------- | ----------------------- | --------- |
| Kerwin Mathews   | Jonathan Standing       |           |
| Christopher Lee  | kapitein-piraat LaRoche |           |
| Andrew Keir      | Jason Standing          |           |
| Marla Landi      | Bess Standing           |           |
| Glenn Corbett    | Henry                   |           |
| Peter Arne       | piraat Hench            |           |
| Oliver Reed      | piraat Brocaire         |           |
| Michael Ripper   | piraat Mack             |           |
| David Lodge      | Smith                   |           |
| Dennis Waterman  | Timothy Blackthorne     |           |
| Jack Stewart     | Godfrey Mason           |           |
| Lorraine Clewes  | Martha Blackthorne      |           |
| Diane Aubrey     | Margaret Blackthorne    | onvermeld |
| Desmond Llewelyn | Tom Blackthorne         | onvermeld |